# 요한가시쥐
요한가시쥐(Acomys johannis)는 쥐과에 속하는 설치류이다. 베넹과 부르키나 파소, 카메룬, 차드, 가나, 말리, 니제르, 토고에서 발견된다. 자연 서식지는 아열대 또는 열대 기후 지역의 건조 관목 지대와 건조 저지대 초원 그리고 바위 지대이다.

## 특징
꼬리 길이 73~109mm를 제외한 몸길이가 88~119mm인 작은 설치류로 발 길이는 16~20mm이고 귀 길이는 14~19mm이다. 몸무게는 최대 60g이다. 몸은 가시털로 완전히 덮여 있다. 등 쪽은 짙은 갈색부터 회색까지 다양한 색을 띠는 반면에 배 쪽은 희다.

## 생태
주로 땅 위에서 생활하는 육상성 동물이고, 밤에 활동하는 야행성 동물이다. 낮 동안에는 바위 틈이나 개미 언덕 속에서 지낸다. 막이는 곤충으로 추정된다. 포획된 표본의 장 속에서 잡식성 먹이가 나온다. 건기가 끝날 쯤에 임신한 암컷이 관찰된다. 한 번에 1~3마리의 새끼를 낳는다.

## 분포 및 서식지
부르키나파소와 차드, 니제르 남부, 나이지리아, 베냉 북부, 카메룬, 토고, 가나에 널리 분포하고 남수단에서도 서식하는 것으로 추정된다. 해발 200m와 1,000m 사이의 사헬 평원과 암반 지대에서 서식한다.